# Korail

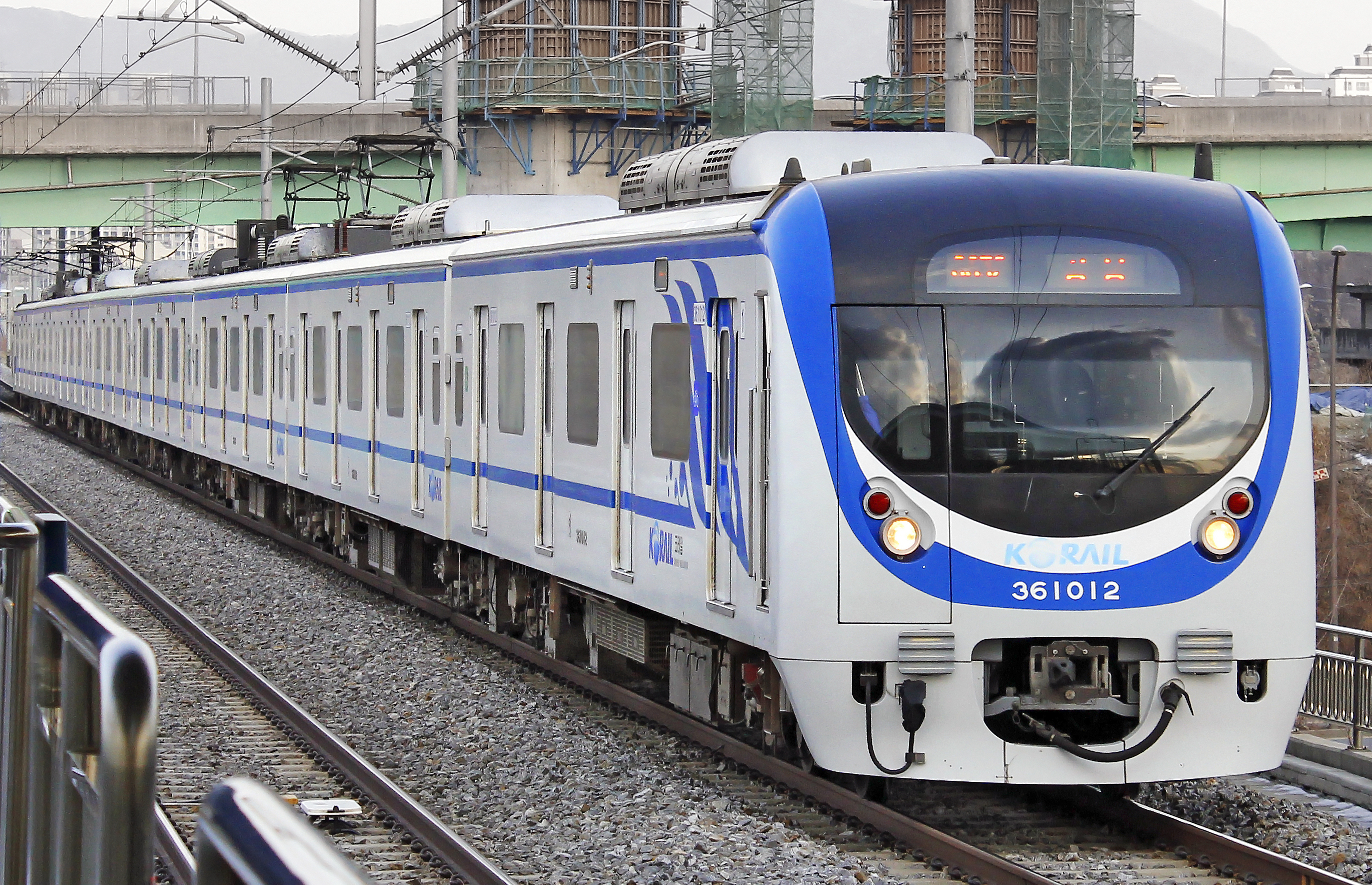
KORAIL 361000series EMU

Korail(скорочення від Korea Railroad Corporation) — національний залізничний оператор Південної Кореї.
Компанія створена в 1963 році. Крім залізничних ліній також керує південно корейськими метрополітенами. Обслуговує пасажирські і вантажні поїзди по всій Південній Кореї. Штаб-квартира залізниці знаходиться в Теджоні.

## Історія
Korail створили як залізничну адміністрацію бюро Міністерства транспорту з створенням уряду Південної Кореї. З 1 вересня 1963 бюро стало агентством, яке стало відоме як англ. Korean National Railroad(KNR); Корейська національна залізниця (КНЗ). У 2003 році КНЗ прийняла новий логотип «Korail», але назву «Korail» було прийнято до 2003 року. У 2007 об'єднання «Korail» офіційно закінчилося.